# Chorizococcus neomexicanus
Chorizococcus neomexicanus är en insektsart som först beskrevs av Richard C. Tinsley 1898.  Chorizococcus neomexicanus ingår i släktet Chorizococcus och familjen ullsköldlöss. Inga underarter finns listade i Catalogue of Life.